# Mission Viejo
Mission Viejo, fundada en 1960, es una ciudad del condado de Orange en el estado de California, Estados Unidos. 
En 2010 tenía una población de 100.725 habitantes y una densidad poblacional de 2 085,4 personas por km². Está ubicada en el Valle Saddleback. Fue nombrada como la ciudad más segura de los Estados Unidos en 2007 por una encuesta hecha por Morgan Quitno (con datos del FBI). Mission Viejo es una de las comunidades planeadas más grandes jamás construidas en los Estados Unidos, rivalizando en tamaño con Highlands Ranch, Colorado. El 1 de enero de 2009, la ciudad tenía una población total de 100.242 habitantes.
La ciudad es principalmente residencial, aunque cuenta con una gran cantidad de edificios de oficinas y negocios dentro de los límites de la ciudad. La ciudad fue planeada para albergar numerosas casas unifamiliares, algunos condominios, un colegio comunitario y un centro comercial, The Shops at Mission Viejo.

## Toponimia
El topónimo original es Misión Vieja y toma su nombre de la misión de San Gabriel, construida en ese lugar por los españoles el 8 de septiembre de 1771. La palabra 'misión' es de origen español y denomina a la tierra, provincia o lugar en que predican los misioneros, que en este caso eran católicos.

## Geografía
Según la Oficina del Censo, la ciudad tiene un área total de 49,3 km² (19,0 mi²), de la cual 48,3 km² (18,6 mi²) es tierra y 1 km² (0,4 mi²) (1.94%) es agua.

## Demografía
Según la Oficina del Censo en 2008 los ingresos medios por hogar en la localidad eran de $93 330 y los ingresos medios por familia eran $113 439. Los hombres tenían unos ingresos medios de $74 703 frente a $53 196 para las mujeres. La renta per cápita para la localidad era de $41 459. Alrededor del 4,4% de la población estaban por debajo del umbral de pobreza.

### Escuelas
- Saddleback Valley Unified School District Archivado el 27 de marzo de 2010 en Wayback Machine.
- Capistrano Unified School District

#### Universidad
- Saddleback College

- Datos: Q506428
- Multimedia: Mission Viejo, California / Q506428